# Попадько, Алексей Яковлевич
Алексей Яковлевич Попадько (14 мая 1914, Черкассы, Киевская губерния, Российская империя — 15 декабря 1986, Актюбинск, Казахская ССР, СССР) — советский казахстанский партийный деятель, первый секретарь Северо-Казахстанского обкома КП Казахстана (1954—1956).

## Биография
Родился 14 мая 1914 года в г. Черкассы Киевской губернии. Член ВКП(б) с 1942 года.
Послужной список:
- с 1930 г. ученик слесаря, слесарь Черкасского машиностроительного завода.
- 1932—1933 секретарь комитета комсомола совхоза «Комсомольский» Тамбовской области.
- 1933—1937 учёба во Всесоюзном Коммунистическом сельскохозяйственном университете имени Свердлова (Москва).
- 1937—1943 заместитель директора, директор Шанхайской МТС (Талды-Курганская область).
- 1943—1954 зам. зав., затем — заведующий сельскохозяйственным отделом ЦК Компартии Казахстана.
- 1954—1956 первый секретарь Северо-Казахстанского обкома КП Казахстана.
- 1956—1958 слушатель курсов переподготовки при ЦК КПСС в Москве.
- 1958—1961 второй секретарь Актюбинского обкома партии.
- 1961—1962 директор Актюбинского мясокомбината.
- 1962 −1964 председатель Западно-Казахстанского краевого объединения «Казсельхозтехника».
- 1964—1981 председатель Актюбинского областного объединения «Казсельхозтехника».

С 1981 года — пенсионер союзного значения.
В 1981—1985 годах заместитель председателя, начальник отдела труда и заработной платы Актюбинского областного объединения «Казсельхозтехника».
Умер 15 декабря 1986 года и похоронен в Актюбинске.
Избирался членом ЦК Компартии Казахстана, депутатом Верховного Совета Казахской ССР, делегатом XX съезда КПСС.

## Награды
- орден Ленина
- орден Отечественной войны 1-й степени
- три ордена Трудового Красного Знамени
- два ордена «Знак Почёта»
- орден Дружбы народов
- медали СССР
- Почётная грамота Президиума Верховного Совета Казахской ССР.